# Mindživan
Mindživan (ázerbájdžánsky Mincivan, rusky Миндживан) je vesnice v ázerbájdžánském zangilanském rajónu. Osada se nachází v nížině na březích řek Araks a Ochči.

## Dějiny
Mindživan vznikl v důsledku hladomoru v letech 1795-1798, kdy lidé z chudých oblastí hledali nová místa k usazení. Podle lidové etymologie vznikl název města z perštiny a znamená "tisíc mladých lidí".
Osada byla součástí Zangezurského újezdu v Jelizavetpolské gubernii ruské říše.
Podle sovětského sčítání lidu z roku 1933 měla vesnice Mindživan zangilanského okresu Ázerbájdžánské SSR 322 obyvatel (169 mužů, 153 žen). Celá obecní rada (vesnice Bakharly, Dellakli a Tarakeme), jejímž centrem byl Mindživan, sestávala pouze z Ázerbájdžánců.
V roce 1989 měl Mindživan 506 obyvatel. Město bylo obsazeno etnickými arménskými silami v roce 1993 a ázerbájdžánští obyvatelé města byli deportováni během války v Náhorním Karabachu. Město bylo poté de facto pod kontrolou samozvané republiky Arcach a spravováno jako součást její kaštaghské provincie. Během tohoto období bylo město známé jako Միջնավան, Mijnavan.
V roce 2015 ve městě žilo 300 lidí.
Dne 21. října 2020 převzala ázerbájdžánská armáda kontrolu nad osadou.

## Doprava
Mindživan byl od roku 1936 důležitou železniční stanicí na trati Culfa-Horadiz-Mindživan-Kapan. Od roku 1993 je tato trať nefunkční.

## Galerie

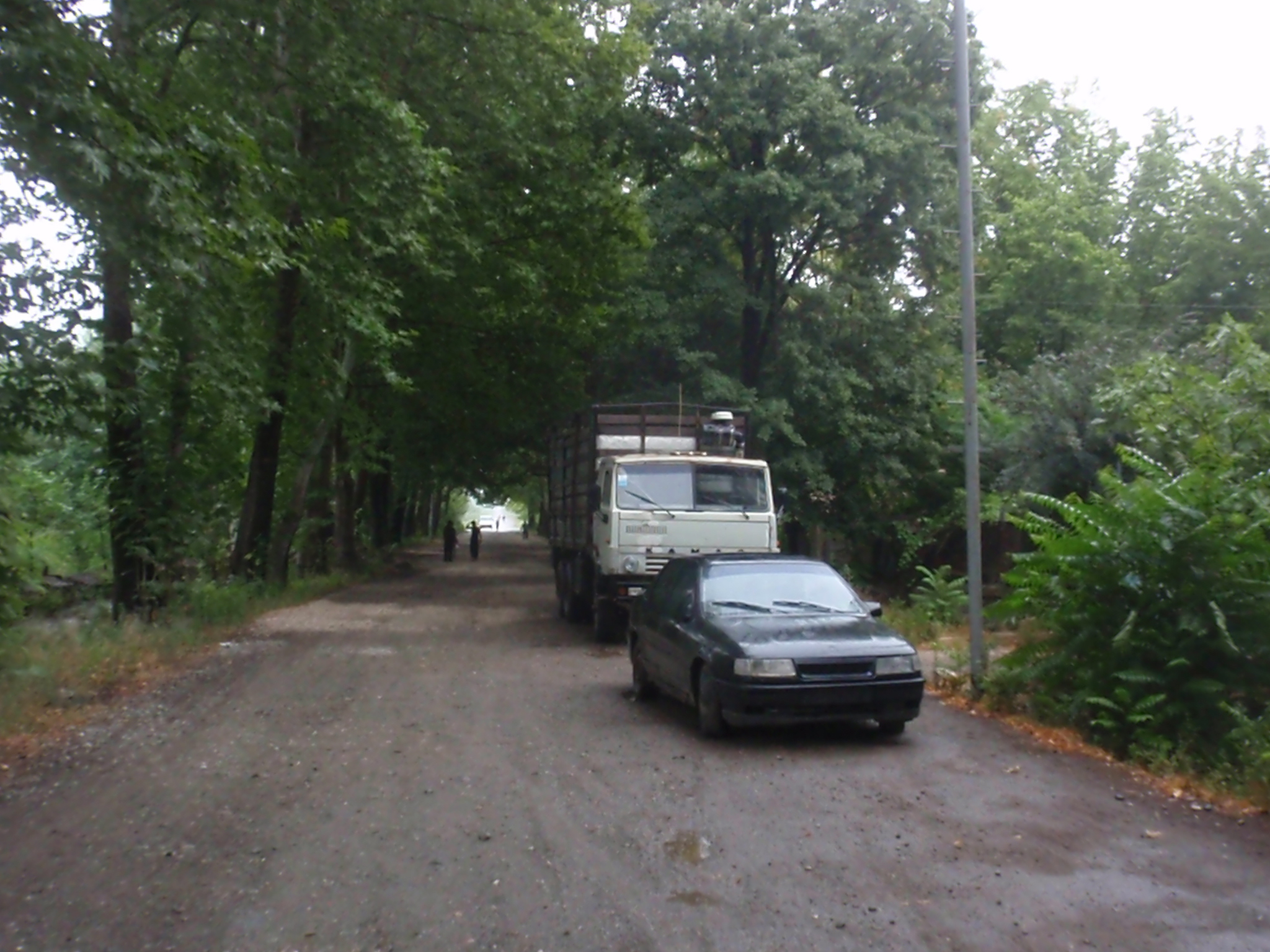
Ulice v Mindživanu (2011)
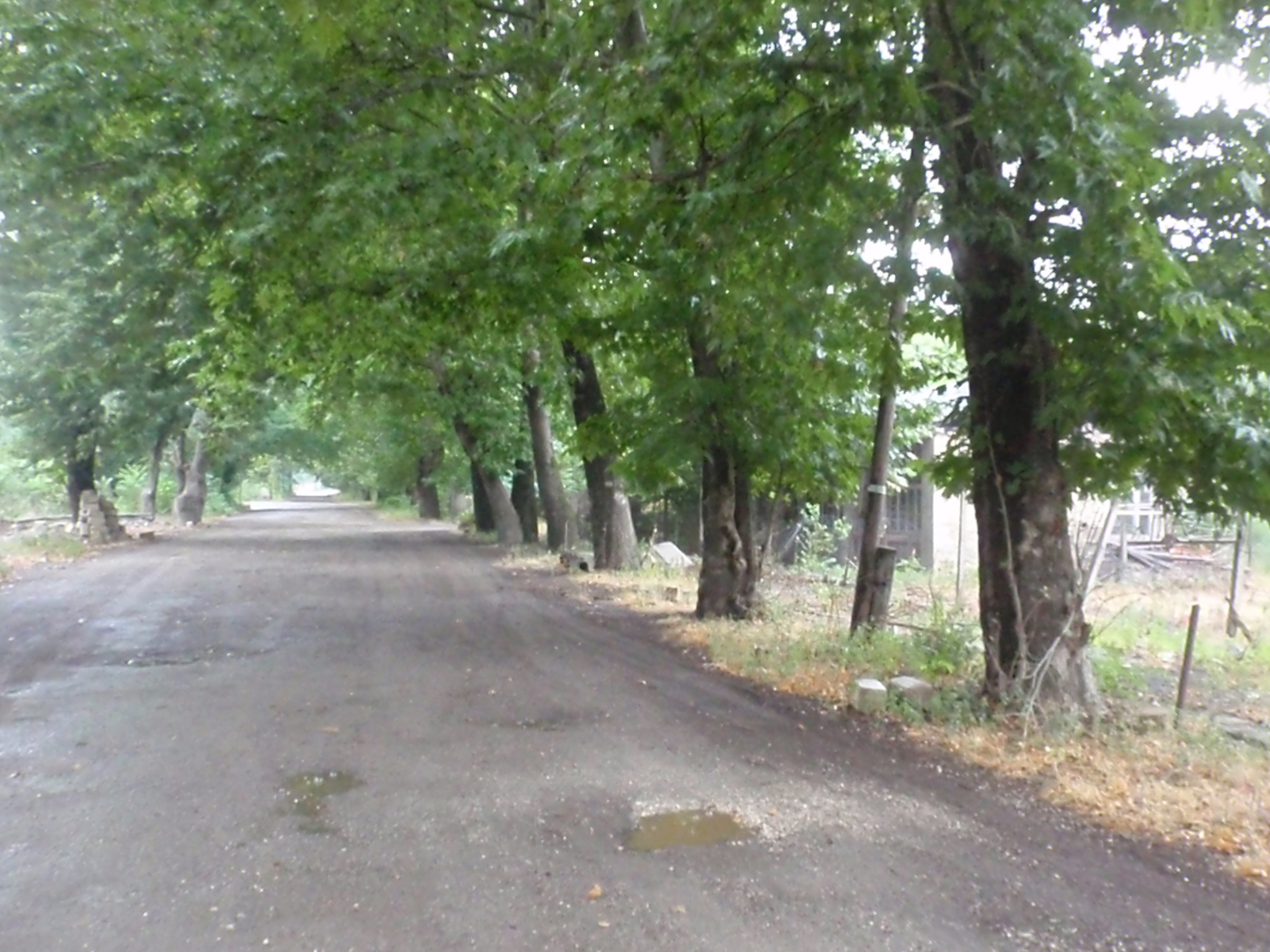
Prázdná mindživanská ulice (2011)
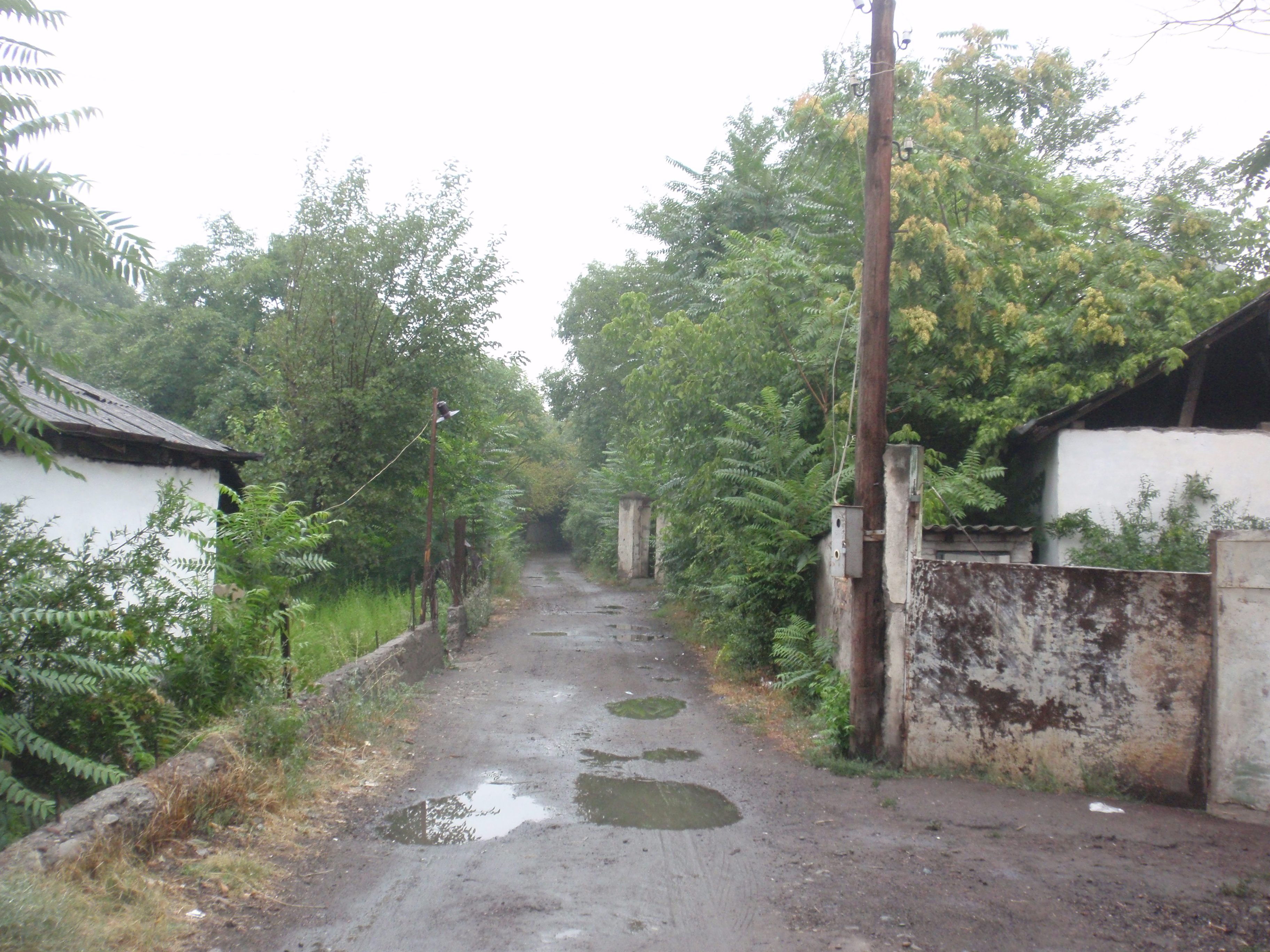
Boční mindživanská ulice (2011)
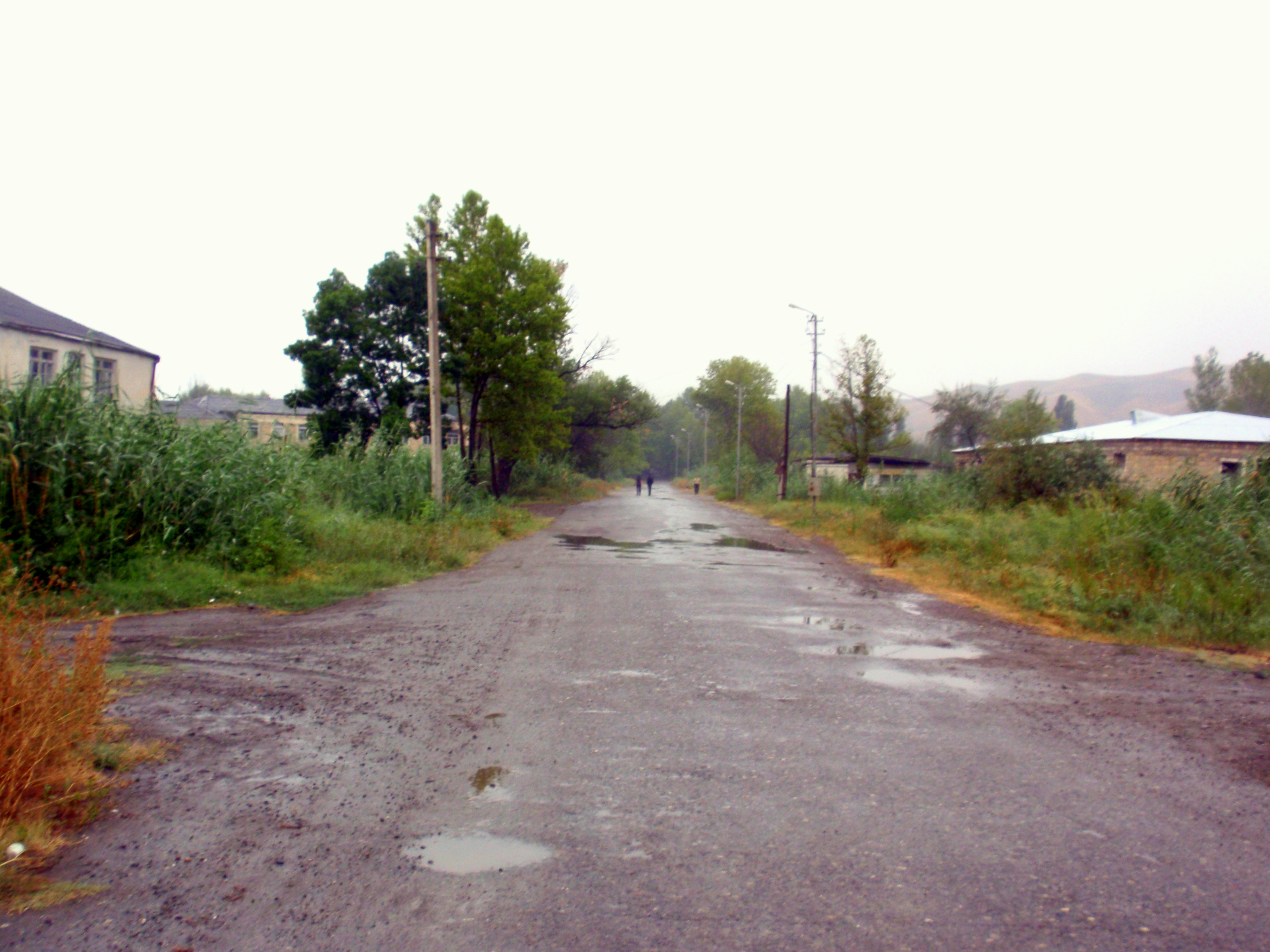
Po dešti (2011)
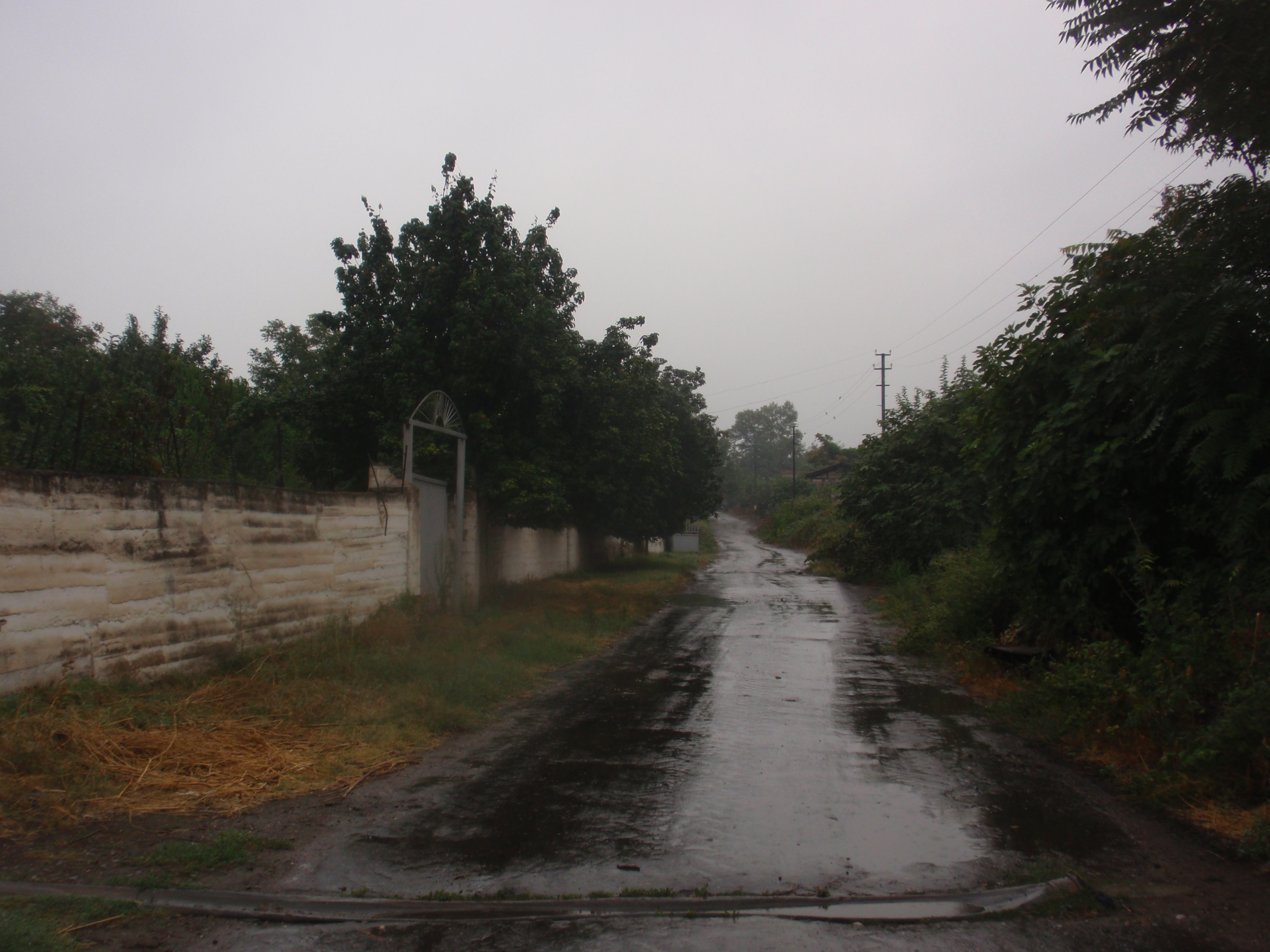
Chátrající Mindživan (2011)